# 程时杰
程时杰（1945年7月—），中国电力系统学家。华中科技大学教授。

## 生平
1945年生于湖北武汉，原籍湖北通山。1967年毕业于西安交通大学，1981年和1986年分别在华中工学院和加拿大卡尔加里大学获硕士和博士学位。现任华中科技大学校学术委员会副主任。2007年当选中国科学院院士。